# Tiras de calamar seco
Las tiras de calamar seco son un aperitivo seco y condimentado frecuente en los países costeros asiáticos, así como en Hawái. No debe confundirse con el calamar seco normal presente en las Filipinas. También puede prepararse con jibia.

## Origen e historia
Históricamente, el calamar ha sido común en las regiones costeras pacíficas del este y sureste asiático. A la receta siempre se le aplicaba el nombre nativo, pero después de que la forma envasada empezase a venderse en regiones angloparlantes la traducción al inglés (dried shredded squid, ‘calamar seco en tiras’) empezó a imprimirse en los paquetes. Este aperitivo ya era popular, vendiéndose y consumiéndose regularmente en Hong Kong en los años 1970. El calamar en tiras empezó a venderse en Macao como un añadido a su galleta de almendra. Hong Kong también ha importado varias marcas de Japón y Taiwán, que están mejor adaptadas para la producción en masa de este artículo. En Japón se sirve popularmente como un otsumami o aperitivo consumido cuando se bebe alcohol. En la gastronomía de Corea, las tiras de calamar seco se toman como anju (alimento para tomar cuando se bebe) y banchan (pequeño acompañamiento), como en el ojingeochae bokkeum (오징어채볶음), que se hace salteando tiras de calamar seco condimentadas con una mezcla de gochujang (pasta de guindilla), ajo y mulyeot (condimento parecido a sirope).

## Preparación

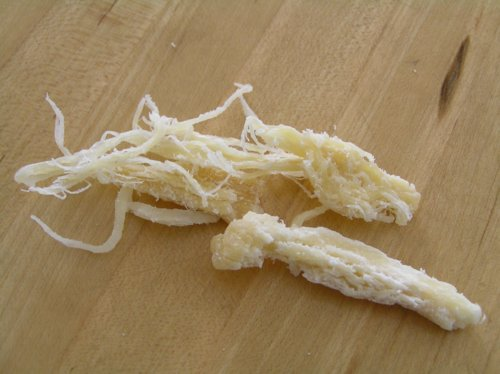
Hebra del tamaño de un dedo.

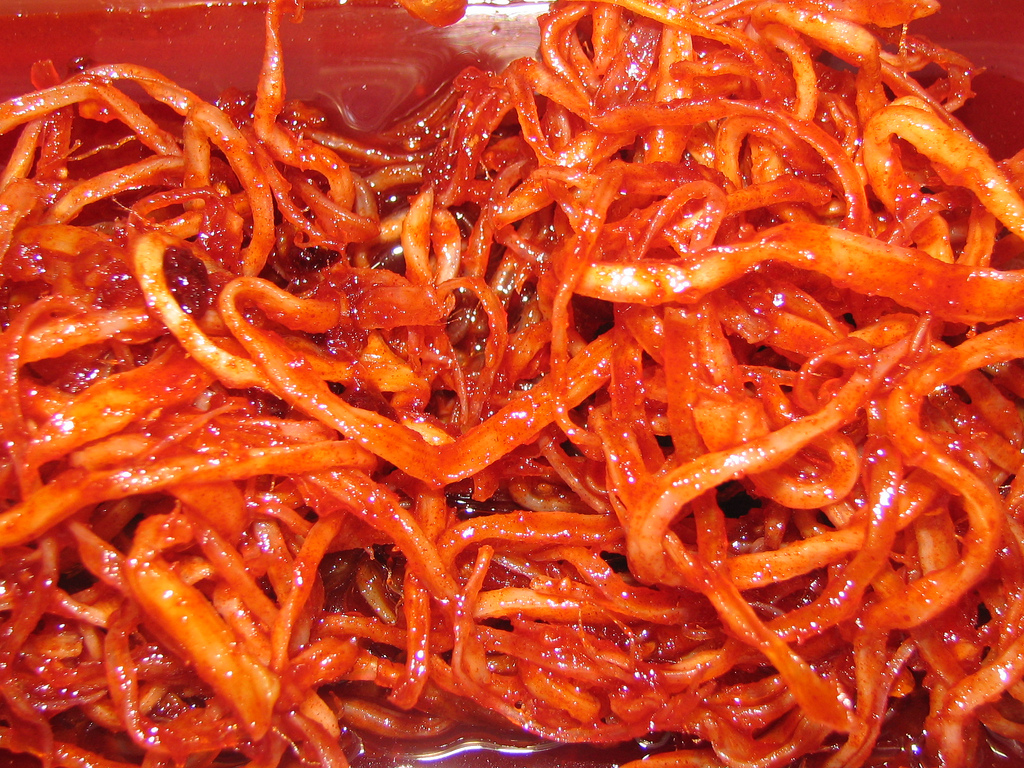
Ojingeochae bokkeum, plato coreano salteado en una salsa a base de gochujang (pasta de guindilla).

El calamar del Pacífico Norte se trocea en sus diferentes partes y se desuella, se cocina a 65–80 °C durante 3–5 minutos, se enfría, se ralla y se condimenta a una temperatura inferior a 20 °C durante más de 4 horas. Se le añade azúcar, sal, sorbitol, edulcorante y ácido orgánico. Entonces se seca a 40–45 °C durante 12–20 horas hasta que alcanza un grado de humedad del 40%. Entonces se deja reposar en una sala fría durante 2 o más semanas, secándose entonces a una mayor temperatura de 110–120 °C durante 3–5 minutes. Entonces se corta en tiras y se condimenta por segunda vez y se vuelve a secar hasta un grado de humedad reducido del 25–27%. En esta fase el color es amarillo o marrón. Los aminoácidos del calamar se revelan por el incremento de color marrón durante un tiempo de almacenaje prolongado. El envasado al vacío o con nitrógeno también incrementa el color marrón, algo que generalmente rechazan los consumidores.

## Envasado
El método de distribución más común actualmente en los países asiáticos es el preenvasado. Las bolsas suelen sellarse sin aire para mantener el calamar masticable y duro. Dependiendo de la compañía envasadora o la preparación, cada marca suele añadir una cantidad diferente de glutamato monosódico.

## Sin envasar
Las versiones sin envasar son mucho más raras, estando tradicionalmente disponible en tiendas especializadas selectas. Suelen venderse junto al jerky (cecina de buey).

## Nutrición
Los consumidores no esperan un aperitivo saludable cuando compran una bolsa de tiras de calamar seco. Diversos reportajes han denunciado la presencia de arsénico y otros metales tóxicos en las tiras de calamar seco envasadas vendidas en Hong Kong. Si se consumen en grandes cantidades pueden resultar perjudiciales para la salud. El principal atractivo de este aperitivo es que contiene glutamato monosódico, sal y otros condimentos. Es famoso por provocar sed a los consumidores.